# Список астероїдів (54401—54500)
| Назва                        | Тимчасове позначення | Дата відкриття | Місце відкриття        | Відкривач                  |
| ---------------------------- | -------------------- | -------------- | ---------------------- | -------------------------- |
| (54401) 2000 LM              | 2000 LM              | 1 червня 2000  | Сокорро (Нью-Мексико)  | LINEAR                     |
| (54402) 2000 LA2             | 2000 LA2             | 4 червня 2000  | Обсерваторія Ріді-Крик | Джон Бротон                |
| (54403) 2000 LD2             | 2000 LD2             | 4 червня 2000  | Обсерваторія Ріді-Крик | Джон Бротон                |
| (54404) 2000 LO3             | 2000 LO3             | 4 червня 2000  | Сокорро (Нью-Мексико)  | LINEAR                     |
| (54405) 2000 LL4             | 2000 LL4             | 4 червня 2000  | Сокорро (Нью-Мексико)  | LINEAR                     |
| (54406) 2000 LR4             | 2000 LR4             | 5 червня 2000  | Сокорро (Нью-Мексико)  | LINEAR                     |
| (54407) 2000 LU6             | 2000 LU6             | 1 червня 2000  | Обсерваторія Кітт-Пік  | Spacewatch                 |
| (54408) 2000 LZ6             | 2000 LZ6             | 1 червня 2000  | Обсерваторія Кітт-Пік  | Spacewatch                 |
| (54409) 2000 LD8             | 2000 LD8             | 6 червня 2000  | Сокорро (Нью-Мексико)  | LINEAR                     |
| (54410) 2000 LG9             | 2000 LG9             | 5 червня 2000  | Сокорро (Нью-Мексико)  | LINEAR                     |
| 54411 Бобестелл (Bobestelle) | 2000 LH10            | 3 червня 2000  | Обсерваторія Мауна-Кеа | Пітер Стетсон, Девід Белем |
| (54412) 2000 LU10            | 2000 LU10            | 4 червня 2000  | Сокорро (Нью-Мексико)  | LINEAR                     |
| (54413) 2000 LL11            | 2000 LL11            | 4 червня 2000  | Сокорро (Нью-Мексико)  | LINEAR                     |
| (54414) 2000 LA13            | 2000 LA13            | 5 червня 2000  | Сокорро (Нью-Мексико)  | LINEAR                     |
| (54415) 2000 LR13            | 2000 LR13            | 6 червня 2000  | Сокорро (Нью-Мексико)  | LINEAR                     |
| (54416) 2000 LR14            | 2000 LR14            | 7 червня 2000  | Сокорро (Нью-Мексико)  | LINEAR                     |
| (54417) 2000 LH17            | 2000 LH17            | 5 червня 2000  | Сокорро (Нью-Мексико)  | LINEAR                     |
| (54418) 2000 LO17            | 2000 LO17            | 7 червня 2000  | Сокорро (Нью-Мексико)  | LINEAR                     |
| (54419) 2000 LA20            | 2000 LA20            | 8 червня 2000  | Сокорро (Нью-Мексико)  | LINEAR                     |
| (54420) 2000 LT20            | 2000 LT20            | 8 червня 2000  | Сокорро (Нью-Мексико)  | LINEAR                     |
| (54421) 2000 LG23            | 2000 LG23            | 1 червня 2000  | Станція Андерсон-Меса  | LONEOS                     |
| (54422) 2000 LK23            | 2000 LK23            | 3 червня 2000  | Станція Андерсон-Меса  | LONEOS                     |
| (54423) 2000 LO24            | 2000 LO24            | 1 червня 2000  | Сокорро (Нью-Мексико)  | LINEAR                     |
| (54424) 2000 LP24            | 2000 LP24            | 1 червня 2000  | Сокорро (Нью-Мексико)  | LINEAR                     |
| (54425) 2000 LX24            | 2000 LX24            | 1 червня 2000  | Сокорро (Нью-Мексико)  | LINEAR                     |
| (54426) 2000 LR25            | 2000 LR25            | 7 червня 2000  | Сокорро (Нью-Мексико)  | LINEAR                     |
| (54427) 2000 LG27            | 2000 LG27            | 6 червня 2000  | Станція Андерсон-Меса  | LONEOS                     |
| (54428) 2000 LN27            | 2000 LN27            | 6 червня 2000  | Станція Андерсон-Меса  | LONEOS                     |
| (54429) 2000 LN28            | 2000 LN28            | 9 червня 2000  | Станція Андерсон-Меса  | LONEOS                     |
| (54430) 2000 LZ29            | 2000 LZ29            | 7 червня 2000  | Сокорро (Нью-Мексико)  | LINEAR                     |
| (54431) 2000 LA31            | 2000 LA31            | 6 червня 2000  | Станція Андерсон-Меса  | LONEOS                     |
| (54432) 2000 LG31            | 2000 LG31            | 6 червня 2000  | Станція Андерсон-Меса  | LONEOS                     |
| (54433) 2000 LH32            | 2000 LH32            | 5 червня 2000  | Станція Андерсон-Меса  | LONEOS                     |
| (54434) 2000 LU33            | 2000 LU33            | 4 червня 2000  | Обсерваторія Галеакала | NEAT                       |
| (54435) 2000 LM35            | 2000 LM35            | 1 червня 2000  | Станція Андерсон-Меса  | LONEOS                     |
| (54436) 2000 LK36            | 2000 LK36            | 1 червня 2000  | Обсерваторія Галеакала | NEAT                       |
| (54437) 2000 MW              | 2000 MW              | 24 червня 2000 | Обсерваторія Ріді-Крик | Джон Бротон                |
| (54438) 2000 MB2             | 2000 MB2             | 25 червня 2000 | Обсерваторія Фарпойнт  | Обсерваторія Фарпойнт      |
| 54439 Топіка (Topeka)        | 2000 MG3             | 29 червня 2000 | Обсерваторія Фарпойнт  | Ґері Гаґ                   |
| (54440) 2000 MP3             | 2000 MP3             | 24 червня 2000 | Сокорро (Нью-Мексико)  | LINEAR                     |
| (54441) 2000 MP5             | 2000 MP5             | 26 червня 2000 | Сокорро (Нью-Мексико)  | LINEAR                     |
| (54442) 2000 MS5             | 2000 MS5             | 25 червня 2000 | Сокорро (Нью-Мексико)  | LINEAR                     |
| (54443) 2000 MT5             | 2000 MT5             | 25 червня 2000 | Сокорро (Нью-Мексико)  | LINEAR                     |
| (54444) 2000 MU5             | 2000 MU5             | 25 червня 2000 | Сокорро (Нью-Мексико)  | LINEAR                     |
| (54445) 2000 MW5             | 2000 MW5             | 25 червня 2000 | Сокорро (Нью-Мексико)  | LINEAR                     |
| (54446) 2000 MY5             | 2000 MY5             | 23 червня 2000 | Обсерваторія Кітт-Пік  | Spacewatch                 |
| (54447) 2000 NX1             | 2000 NX1             | 5 липня 2000   | Обсерваторія Ріді-Крик | Джон Бротон                |
| (54448) 2000 NZ2             | 2000 NZ2             | 6 липня 2000   | Сокорро (Нью-Мексико)  | LINEAR                     |
| (54449) 2000 NY7             | 2000 NY7             | 5 липня 2000   | Обсерваторія Кітт-Пік  | Spacewatch                 |
| (54450) 2000 NT10            | 2000 NT10            | 6 липня 2000   | Станція Андерсон-Меса  | LONEOS                     |
| (54451) 2000 NV10            | 2000 NV10            | 6 липня 2000   | Станція Андерсон-Меса  | LONEOS                     |
| (54452) 2000 NX13            | 2000 NX13            | 5 липня 2000   | Станція Андерсон-Меса  | LONEOS                     |
| (54453) 2000 NL15            | 2000 NL15            | 5 липня 2000   | Станція Андерсон-Меса  | LONEOS                     |
| (54454) 2000 NA16            | 2000 NA16            | 5 липня 2000   | Станція Андерсон-Меса  | LONEOS                     |
| (54455) 2000 NW16            | 2000 NW16            | 5 липня 2000   | Станція Андерсон-Меса  | LONEOS                     |
| (54456) 2000 NJ17            | 2000 NJ17            | 5 липня 2000   | Станція Андерсон-Меса  | LONEOS                     |
| (54457) 2000 NC24            | 2000 NC24            | 5 липня 2000   | Обсерваторія Кітт-Пік  | Spacewatch                 |
| (54458) 2000 NM24            | 2000 NM24            | 4 липня 2000   | Станція Андерсон-Меса  | LONEOS                     |
| (54459) 2000 NX24            | 2000 NX24            | 4 липня 2000   | Станція Андерсон-Меса  | LONEOS                     |
| (54460) 2000 NU28            | 2000 NU28            | 2 липня 2000   | Обсерваторія Кітт-Пік  | Spacewatch                 |
| (54461) 2000 NA29            | 2000 NA29            | 2 липня 2000   | Обсерваторія Кітт-Пік  | Spacewatch                 |
| (54462) 2000 NC29            | 2000 NC29            | 4 липня 2000   | Станція Андерсон-Меса  | LONEOS                     |
| (54463) 2000 OS1             | 2000 OS1             | 27 липня 2000  | Обсерваторія Ріді-Крик | Джон Бротон                |
| (54464) 2000 OX1             | 2000 OX1             | 23 липня 2000  | Сокорро (Нью-Мексико)  | LINEAR                     |
| (54465) 2000 OE4             | 2000 OE4             | 24 липня 2000  | Сокорро (Нью-Мексико)  | LINEAR                     |
| (54466) 2000 OO4             | 2000 OO4             | 24 липня 2000  | Сокорро (Нью-Мексико)  | LINEAR                     |
| (54467) 2000 OE6             | 2000 OE6             | 24 липня 2000  | Сокорро (Нью-Мексико)  | LINEAR                     |
| (54468) 2000 OA7             | 2000 OA7             | 29 липня 2000  | Обсерваторія Чрні Врх  | Обсерваторія Чрні Врх      |
| (54469) 2000 OM8             | 2000 OM8             | 30 липня 2000  | Обсерваторія Чрні Врх  | Обсерваторія Чрні Врх      |
| (54470) 2000 OE10            | 2000 OE10            | 23 липня 2000  | Сокорро (Нью-Мексико)  | LINEAR                     |
| (54471) 2000 OC11            | 2000 OC11            | 23 липня 2000  | Сокорро (Нью-Мексико)  | LINEAR                     |
| (54472) 2000 OL11            | 2000 OL11            | 23 липня 2000  | Сокорро (Нью-Мексико)  | LINEAR                     |
| (54473) 2000 OK13            | 2000 OK13            | 23 липня 2000  | Сокорро (Нью-Мексико)  | LINEAR                     |
| (54474) 2000 OV13            | 2000 OV13            | 23 липня 2000  | Сокорро (Нью-Мексико)  | LINEAR                     |
| (54475) 2000 OC16            | 2000 OC16            | 23 липня 2000  | Сокорро (Нью-Мексико)  | LINEAR                     |
| (54476) 2000 OK16            | 2000 OK16            | 23 липня 2000  | Сокорро (Нью-Мексико)  | LINEAR                     |
| (54477) 2000 OM17            | 2000 OM17            | 23 липня 2000  | Сокорро (Нью-Мексико)  | LINEAR                     |
| (54478) 2000 OG23            | 2000 OG23            | 23 липня 2000  | Сокорро (Нью-Мексико)  | LINEAR                     |
| (54479) 2000 OX23            | 2000 OX23            | 23 липня 2000  | Сокорро (Нью-Мексико)  | LINEAR                     |
| (54480) 2000 OB24            | 2000 OB24            | 23 липня 2000  | Сокорро (Нью-Мексико)  | LINEAR                     |
| (54481) 2000 OB25            | 2000 OB25            | 23 липня 2000  | Сокорро (Нью-Мексико)  | LINEAR                     |
| (54482) 2000 OE25            | 2000 OE25            | 23 липня 2000  | Сокорро (Нью-Мексико)  | LINEAR                     |
| (54483) 2000 OF26            | 2000 OF26            | 23 липня 2000  | Сокорро (Нью-Мексико)  | LINEAR                     |
| (54484) 2000 OJ26            | 2000 OJ26            | 23 липня 2000  | Сокорро (Нью-Мексико)  | LINEAR                     |
| (54485) 2000 OR27            | 2000 OR27            | 23 липня 2000  | Сокорро (Нью-Мексико)  | LINEAR                     |
| (54486) 2000 OO29            | 2000 OO29            | 30 липня 2000  | Сокорро (Нью-Мексико)  | LINEAR                     |
| (54487) 2000 OD30            | 2000 OD30            | 30 липня 2000  | Сокорро (Нью-Мексико)  | LINEAR                     |
| (54488) 2000 OG32            | 2000 OG32            | 30 липня 2000  | Сокорро (Нью-Мексико)  | LINEAR                     |
| (54489) 2000 OZ32            | 2000 OZ32            | 30 липня 2000  | Сокорро (Нью-Мексико)  | LINEAR                     |
| (54490) 2000 ON34            | 2000 ON34            | 30 липня 2000  | Сокорро (Нью-Мексико)  | LINEAR                     |
| (54491) 2000 OD35            | 2000 OD35            | 30 липня 2000  | Сокорро (Нью-Мексико)  | LINEAR                     |
| (54492) 2000 OB36            | 2000 OB36            | 23 липня 2000  | Сокорро (Нью-Мексико)  | LINEAR                     |
| (54493) 2000 OP37            | 2000 OP37            | 30 липня 2000  | Сокорро (Нью-Мексико)  | LINEAR                     |
| (54494) 2000 OB38            | 2000 OB38            | 30 липня 2000  | Сокорро (Нью-Мексико)  | LINEAR                     |
| (54495) 2000 OL38            | 2000 OL38            | 30 липня 2000  | Сокорро (Нью-Мексико)  | LINEAR                     |
| (54496) 2000 OT40            | 2000 OT40            | 30 липня 2000  | Сокорро (Нью-Мексико)  | LINEAR                     |
| (54497) 2000 OF41            | 2000 OF41            | 30 липня 2000  | Сокорро (Нью-Мексико)  | LINEAR                     |
| (54498) 2000 OK41            | 2000 OK41            | 30 липня 2000  | Сокорро (Нью-Мексико)  | LINEAR                     |
| (54499) 2000 OS41            | 2000 OS41            | 30 липня 2000  | Сокорро (Нью-Мексико)  | LINEAR                     |
| (54500) 2000 OR44            | 2000 OR44            | 30 липня 2000  | Сокорро (Нью-Мексико)  | LINEAR                     |